# Ускляй
Ускля́й (рос. Ускляй, ерз. Ускляй) — село у складі Рузаєвського району Мордовії, Росія. Входить до складу Плодопитомничеського сільського поселення.

## Населення
Населення — 33 особи (2010; 36 у 2002).
Національний склад (станом на 2002 рік):
- росіяни — 100 %